# Нікітін Олег Дмитрович
Оле́г Дми́трович Нікі́тін (* 1964) — український лікар, доктор медичних наук, винахідник.

## З життєпису
Народився 1964 року. 1986-го закінчив медичний факультет № 2 Київського медичного інституту.
Протягом 1986—1988 років проходив клінічну ординатуру на кафедрі урології Київського медичного інституту. З 1993-го — асистент кафедри урології Національного медичного університету імені О. О. Богомольця, від 2011 року на посаді доцента.
1996 року захистив кандидатську дисертацію «Внутрішньосудинне лазерне опромінення крові при гострому пієлонефриті».
Є автором 115 наукових праць; зареєстровано 6 патентів на винаходи і корисні моделі.
2017 року здобув вчений ступінь доктора медичних наук.
Серед патентів —
- «Спосіб лікування гострого пієлонефриту»; співавтори Возіанов Олександр Федорович, Пасєчніков Сергій Петрович, Негрійко Анатолій Михайлович, 1998
- «Спосіб прогностичної діагностики чоловічої неплідності різної етіології», 2013, співавтори Базалицька Світлана Василівна, Горпинченко Ігор Іванович, Романенко Аліна Михайлівна, Персидський Юрій Всеволодович.